# Črna na Koroškem
Črna na Koroškem (Duits: Schwarzenbach) is een gemeente in de Sloveense regio Koroška en telt 3616 inwoners (2002).

## Plaatsen in de gemeente
Bistra, Črna na Koroškem, Javorje, Jazbina, Koprivna, Ludranski Vrh, Podpeca, Topla, Žerjav
Črna na Koroškem · Dravograd · Mežica · Mislinja · Muta · Podvelka · Prevalje · Radlje ob Dravi · Ravne na Koroškem · Ribnica na Pohorju · Slovenj Gradec · Vuzenica